# Ondřej Kepka

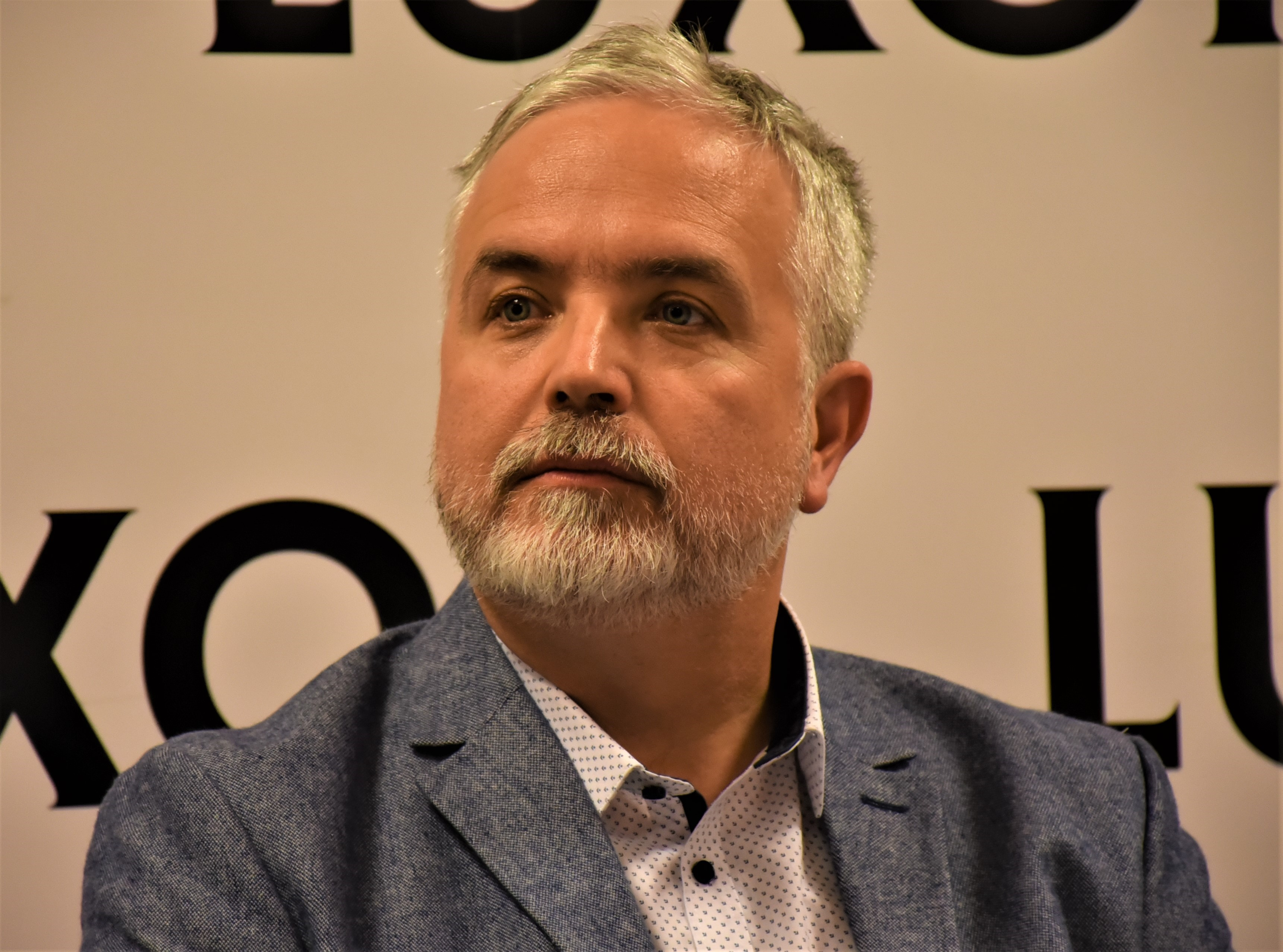
Ondřej Kepka (2019)

Ondřej Kepka (* 28. September 1969 in Prag, Tschechoslowakei) ist ein tschechischer Filmschauspieler, Drehbuchautor, Filmregisseur, Fotograf und Fernsehmoderator. Er erlangte vor allem Bekanntheit durch seine Rolle als Hansi Majer in den Fernsehserien Die Märchenbraut und Die Rückkehr der Märchenbraut.

## Leben
Ondřej Kepka, Sohn der Schauspielerin Gabriela Vránová, wuchs in Prag auf. Er konnte sich schon früh für die Schauspielerei begeistern und trat bereits mit sechs Jahren in verschiedenen Fernsehfilmen auf. Nach seinem Abschluss an der Theaterfakultät der Akademie der darstellenden Künste in Prag setzte er 1992 das Regiestudium  fort und machte 1996 seinen Abschluss. Anschließend war er im Divadle pod Palmovkou und Studio GAG von Boris Hybner. Er moderierte zudem die Sendung Noční Mikrofórum beim tschechischen Rundfunk.
Seit November 2017 ist er Präsident des Tschechischen Schauspielerverbandes Herecká asociace.

## Filmografie (Auswahl)
- 1977: Tetinka
- 1978: Bakalári (Fernsehserie, 2 Folgen)
- 1978: Prání
- 1978: Lázne
- 1979–1981: Die Märchenbraut (Arabela) (Fernsehserie, 12 Folgen)
- 1986: Synové a dcery Jakuba skláre (Fernsehserie, 1 Folge)
- 1991: Drobné neznosti
- 1992: Uctivá poklona, pane Kohn (Fernsehserie, 5 Folgen)
- 1993: Die Rückkehr der Märchenbraut (Arabela se vrací) (Fernsehserie, 24 Folgen)
- 2004: Obeti: Jiný clovek
- 2007: Pojistovna stestí (Fernsehserie, 1 Folge)
- 2011: Bastardi II
- 2016: Jak básníci cekají na zázrak

## Veröffentlichungen
- 1999 Kumštýři na vodě
- 2010 Příběhy fotografií aneb Soukromé album